# John Skrataas
John Skrataas (4 maggio 1890 – Steinkjer, 12 febbraio 1961) è stato un ginnasta norvegese.

## Palmarès

### Olimpiadi
- Argento a Londra 1908 nel concorso a squadre.